# Anonthobium tibiale
Anonthobium tibiale är en skalbaggsart som beskrevs av Fauvel 1903. Anonthobium tibiale ingår i släktet Anonthobium och familjen bladhorningar.
Artens utbredningsområde är Nya Kaledonien. Inga underarter finns listade i Catalogue of Life.